# Lenín Moreno
Lenín Boltaire Moreno Garcés (ur. 19 marca 1953 w Nuevo Rocafuerte w prowincji Orellana) – ekwadorski polityk, wiceprezydent Ekwadoru od 15 stycznia 2007 do 24 maja 2013, prezydent Ekwadoru od 24 maja 2017 do 24 maja 2021.

## Życiorys
Urodził się w miejscowości Nuevo Rocafuerte, w prowincji Orellana, położonej w dżungli amazońskiej przy granicy z Peru. Imię otrzymał od ojca, profesora, na cześć Włodzimierza Lenina. Ukończył administrację publiczną na Universidad Central del Ecuador w Quito.
Po studiach, w latach 1976–1978 pełnił funkcję dyrektora centrum kształcenia zawodowego. Następnie rozpoczął pracę w sektorze prywatnym. Od 1982 do 1986 był menedżerem w firmach Satho i Zitro, a od 1986 do 1992 zajmował stanowisko dyrektora w firmie OMC Publigerencia Andina. W latach 1996–1997 był urzędnikiem ministerialnym. W okresie 1997–1999 pełnił funkcję dyrektora Narodowej Federacji Izb Turystyki.
W 1998 został postrzelony w plecy w czasie napadu na sklep w centrum handlowym, kiedy dokonywał zakupów razem z małżonką. W wyniku obrażeń doznał porażenia i od tego czasu poruszał się już na wózku inwalidzkim. W czasie rehabilitacji stosował terapię śmiechem, stając się odtąd jej orędownikiem i popularyzatorem. Napisał na ten temat kilka książek. Od 2001 do 2004 zajmował stanowisko krajowego dyrektora ds. niepełnosprawnych. W 2004 założył fundację Eventa, zajmującą się badaniami i promocją terapii śmiechem.
W wyborach prezydenckich w październiku i listopadzie 2006 startował jako kandydat na wiceprezydenta u boku Rafaela Correi. Po jego wygranej, 15 stycznia 2007 objął urząd wiceprezydenta Ekwadoru. W kolejnych wyborach prezydenckich 26 kwietnia 2009, ponownie wystartował u boku prezydenta Correi, uzyskując reelekcję na stanowisku wiceprezydenta. Zaprzysiężony został 10 sierpnia 2009.
Jako wiceprezydent szczególnie zaangażował się w działalność na rzecz niepełnosprawnych. Stworzony został krajowy rejestr wszystkich niepełnosprawnych obywateli. W wyniku inicjowanych przez niego programów i działań rządu, Ekwador poczynił znaczny krok w kierunku społecznej integracji osób niepełnosprawnych, zapewniając im pomoc finansową, materialną i prawną. Rząd zwiększył wydatki na ten cel z 2 mln USD do 150 mln USD rocznie, wprowadził specjalistyczne badania noworodków oraz wprowadził przepisy rezerwujące 4% etatów w większych firmach dla osób niepełnosprawnych. Ponad 430 tys. osób otrzymało specjalistyczną pomoc materialną, a prawie 200 tys. osób przeszło fachowe leczenie. Za swe działania Moreno w 2012 został nominowany do Pokojowej Nagrody Nobla przez członków ekwadorskiego Zgromadzenia Narodowego.
W kolejnych wyborach prezydenckich w lutym 2013 postanowił nie ubiegać się o reelekcję na stanowisku wiceprezydenta. Urząd pełnił do 24 maja 2013, kiedy zastąpił go były minister Jorge Glas. 19 grudnia 2013 sekretarz generalny ONZ Ban Ki-moon powołał go na urząd Specjalnego Wysłannika ONZ ds. Niepełnosprawności (United Nations Special Envoy on Disability and Accessibility), który zajmował do 30 września 2016.
1 października 2016 ugrupowanie Alianza PAIS wskazało Moreno jako kandydata w wyborach prezydenckich w 2017, w związku z kończącą się kadencją urzędującego prezydenta Rafaela Correi. W czasie kampanii wyborczej deklarował wolę kontynuowania lewicowej polityki swego poprzednika i rozbudowanych programów socjalnych. Wśród jego obietnic wyborczych znalazł się m.in. postulat wprowadzenia powszechnej dostępności edukacji wyższej. Jednakże starał odróżniać się od Correi, używając łagodniejszego języka i mniej konfrontacyjnej retoryki, co było spowodowane spadkiem poparcia dla byłego prezydenta po 2014, z powodu kryzysu finansowego, w jakim znalazł się Ekwador z powodu spadku cen ropy naftowej na rynkach światowych, której był eksporterem, co z kolei utrudniło realizację programów pomocy społecznej.
W pierwszej turze wyborów 19 lutego 2017 zajął pierwsze miejsce z wynikiem 39,3% głosów, pokonując Guillermo Lasso (28,1% głosów). Ponieważ żaden z kandydatów nie zdobył ponad 40% głosów, z co najmniej 10-procentową przewagą nad kontrkandydatem, 2 kwietnia 2017 Moreno i Lasso zmierzyli się w drugiej turze wyborów. Zdobył w niej 51,15% głosów, jego kontrkandydat domagał się ponownego przeliczenia głosów po tym, jak sondaże exit poll wskazywały na jego wygraną, a zwolennicy Lasso protestowali na ulicach stolicy. Moreno urząd prezydencki objął 24 maja 2017.
Lenín Moreno jest żonaty, ma troje dzieci. Został odznaczony Orderem Słońca Peru, kolumbijskim Orderem Zasługi dla Demokracji oraz gwatemalskim Orderem Antonia Joségo de Irisarriego.

## Publikacje
Lenín Moreno jest autorem kilku książek na temat terapii śmiechem, szczęścia i dobrego samopoczucia:
- Filosofía para la Vida y el Trabajo
- Teoría y Práctica del Humor
- Ser Feliz es Fácil y Divertido
- Los Mejores Chistes del Mundo
- Humor de los Famosos
- Trompabulario
- Ríase no sea enfermo
- Cuentos no Ecológicos